# Dwulistnik muszy

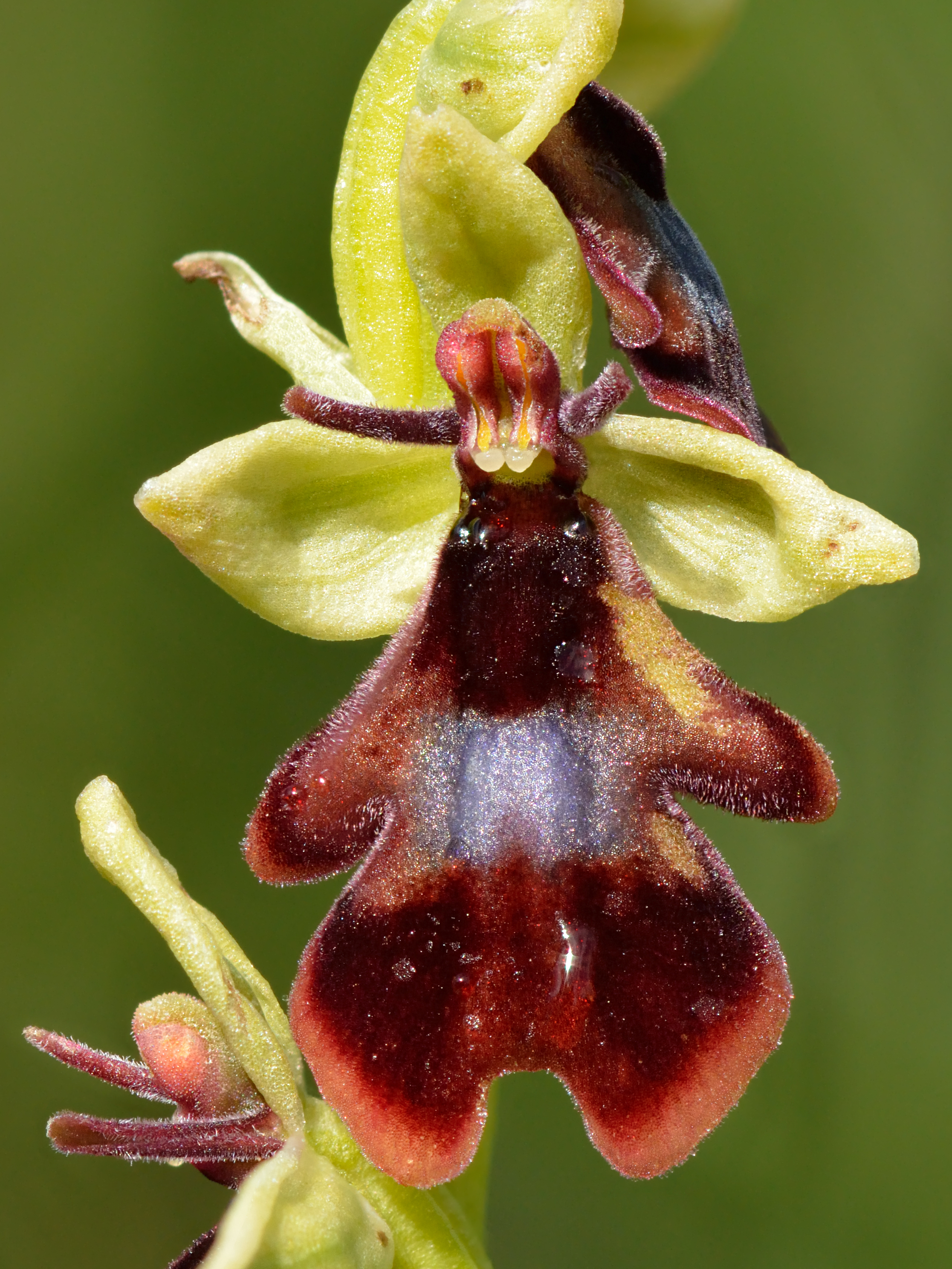
Kwiat

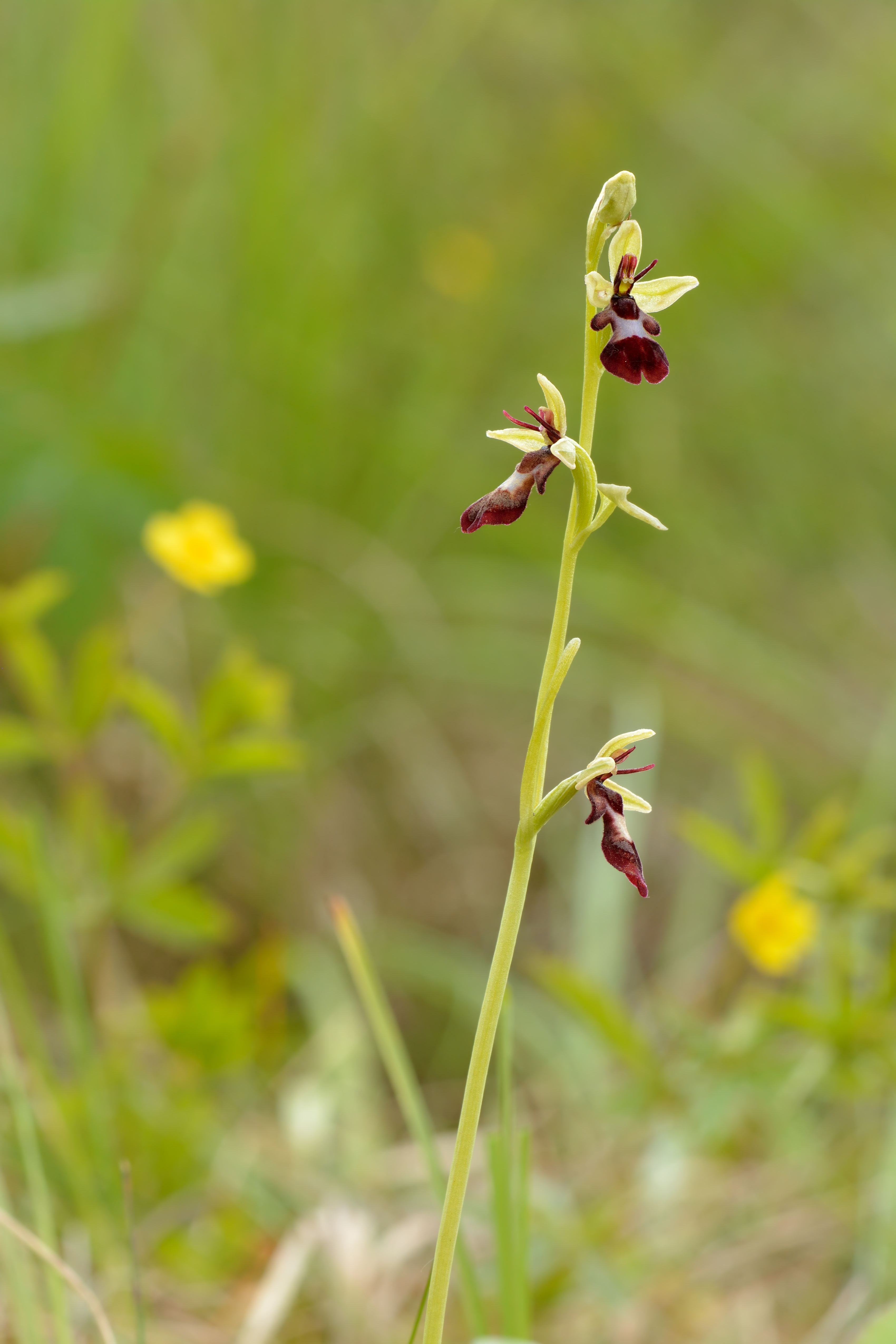
Pokrój

Dwulistnik muszy (Ophrys insectifera L.) – gatunek roślin z rodziny storczykowatych (Orchidaceae). W Polsce występuje typowa forma gatunku (dwulistnik muszy typowy).

## Rozmieszczenie geograficzne
Występuje tylko w Europie. Zwarty zasięg występowania obejmuje Europę Zachodnią i częściowo Europę Środkową. Oprócz tego występuje na licznych izolowanych i rozproszonych stanowiskach. W Polsce jest rzadki i występuje na rozproszonych stanowiskach poza obszarem zwartego zasięgu. Znane jest w Polsce około 30 stanowisk, skupionych głównie na Wyżynie Małopolskiej, w Tatrach i Pieninach. Poza tymi regionami znany jest tylko z jednego stanowiska na Polesiu. Stanowiska w Pieninach: rezerwat przyrody Zaskalskie-Bodnarówka, Wąwóz Szopczański, Wąwóz Homole, Macelowy Wąwóz, Trzy Korony (skała Ganek), skałki Bukowin, Rabsztyn, polana Toporzysko, Podskalnia Góra, Nowa Góra, Macelak, Kramnica, Grabczychy, Czorsztyn, rezerwat przyrody Biała Woda. Stanowiska w Tatrach:  Dolina Dudowa, Dolina Jaworzynka, Łysa Skałka, Małe Koryciska, Nosal, Polana Smytnia, Wielki Kopieniec, Siwiańskie Turnie. W 2008 r. znaleziono nowe stanowisko w Tylmanowej w Paśmie Radziejowej w Beskidzie Sądeckim.

## Morfologia
ŁodygaWzniesiona, prosta o wysokości 20–40 cm z 3-5 jajowatymi i podłużnie fałdowanymi liśćmi.
KwiatyZebrane w luźny 2-20 kwiatowy kwiatostan. Kwiaty siedzące w kątach przysadek. Ich zewnętrzne działki są eliptyczne i zielone, wewnętrzne purpurowoczerwone i nitkowate. Warżka 3-łatkowa i wycięta. Jest ciemnopurpurowa z czworoboczną, jaśniejszą plamą na środku. Cała, z wyjątkiem plamy jest jedwabiście owłosiona. Zalążnia jest skręcona i nieco wygięta, prętosłup czerwonawy.
OwocNieco rozdęta torebka o długości ok. 13 mm.
Część podziemnaDwie kuliste i niepodzielone bulwy.

## Biologia i ekologia
RozwójBylina, geofit. Kwitnie od maja do czerwca. Zapylana jest przez samce niektórych błonkówek, które zwabia budową swojego kwiatu imitującą samicę. Podczas pseudokopulacji z kwiatem tego storczyka dokonują one zapylenia. Jest to we florze Polski jedyny taki przypadek w rodzinie storczykowatych. Zapylany jest przez błonkówki Argogorytes mystaceus i Argogorytes fargei.
SiedliskoRośnie na kserotermicznych murawach górskich, głównie na miejscach dobrze oświetlonych. W Tatrach występuje na podłożu skał węglanowych. Tutaj też na Wielkim Kopieńcu (1310 m n.p.m.) ma najwyżej w Polsce położone stanowisko. Liczba chromosomów 2n = 36. Liczba osobników w poszczególnych populacjach wynosi od kilku do kilkunastu osobników i ulega dużym zmianom. Tak np. największa populacja na Wielkim Kopieńcu w Tatrach w 2003 r. liczyła 3 osobniki, w 2004 r. nie odnaleziono żadnego, w 2008 r. było 30 kwitnących.
GenetykaLiczba chromosomów 2n = 36. Oprócz typowej formy gatunku wyróżniono jeden podgatunek – Ophrys insectifera subsp. aymoninii Breistr. Występuje w południowej Francji i północnej Hiszpanii. Zapylany jest przez błonkówkę Sterictiphora furcata (w północnej Hiszpanii) lub Sinandrena combinata.

## Zagrożenia i ochrona
Roślina objęta w Polsce ścisłą ochroną gatunkową. Kategorie zagrożenia:
- Kategoria zagrożenia w Polsce według Czerwonej listy roślin i grzybów Polski (2006)[12]: R (rzadki); 2016: VU (narażony)[13].
- Kategoria zagrożenia w Polsce według Polskiej Czerwonej Księgi Roślin[14]: VU (narażony na wyginięcie).

Niemal wszystkie stanowiska tego gatunku w Polsce znajdują się na chronionych obszarach parków narodowych: Tatrzańskiego i Pienińskiego. Gatunek jednak zagrożony jest w Polsce wyginięciem ze względu na niedużą liczbę stanowisk, na których występuje, i małą liczebność roślin na tych stanowiskach. Ponadto na niektórych stanowiskach zagrożony jest przez rozrastające się krzewy i drzewa. Zachowanie go na tych stanowiskach wymaga zabiegów ochrony czynnej.